# Cantó de Damvillers
El cantó de Damvillers és un cantó francès del departament del Mosa, situat al districte de Verdun. Té 20 municipis i el cap és Damvillers.

## Municipis
- Azannes-et-Soumazannes
- Brandeville
- Bréhéville
- Chaumont-devant-Damvillers
- Damvillers
- Delut
- Dombras
- Écurey-en-Verdunois
- Étraye
- Gremilly
- Lissey
- Merles-sur-Loison
- Moirey-Flabas-Crépion
- Peuvillers
- Réville-aux-Bois
- Romagne-sous-les-Côtes
- Rupt-sur-Othain
- Ville-devant-Chaumont
- Vittarville
- Wavrille

## Història
| Data d'elecció                           | Identitat       | Partit                     | Qualitat |
| ---------------------------------------- | --------------- | -------------------------- | -------- |
| 1945-1988                                | Jean Franc      | MRP, després Divers droite |          |
| 1988-2008                                | Sylvain Monti   | Divers droite              |          |
| 2008-                                    | Roland Jehannin | PS                         |          |
| les dades anteriors no són pas conegudes |                 |                            |          |